# 坡柳
坡柳（学名：Salix myrtillacea）是杨柳科柳属的植物。分布于锡金、印度、尼泊尔以及中国大陆的青海、西藏、四川、甘肃、云南等地，生长于海拔2,700米至4,800米的地区，一般生于山谷溪流旁以及湿润的山坡上，目前尚未由人工引种栽培。